# Булакбаші
Булакбаші (узб. Булоқбоши, Buloqboshi) — міське селище в Узбекистані, центр Булакбашинського району Андижанської області. Населення 8,1 тис. мешканців (1986).
Селище розташоване у Ферганській долині, за 19 км на південний схід від Андижана, на автошляху Андижан—Кулла—Ходжаабад.
Статус міського селища з 2009 року.